# 60 Рака
60 Рака (лат. 60 Cancri) — переменная звезда, которая находится в созвездии Рака на расстоянии приблизительно 582 световых лет от Солнечной системы и имеет звёздную величину +5.45. Это оранжевый гигант спектрального класса К.

## Характеристики
60 Рака массивнее Солнца в 2.7 раза, радиус — в 12 раз превышает солнечный. Светимость звезды в 40 раз мощнее солнечной, температура поверхности составляет от 4100 до 4250 Кельвинов. 60 Рака удаляется от Солнечной системы со скоростью 24.3 км/с.